# Nicaragua en los Juegos Olímpicos de Tokio 2020
Nicaragua estuvo representada en los Juegos Olímpicos de Tokio 2020 por ocho deportistas, cuatro hombres y cuatro mujeres, que compitieron en seis deportes.
Los portadores de la bandera en la ceremonia de apertura fueron el tirador Edwin Barberena y la halterófila Sema Ludrick. El equipo olímpico nicaragüense no obtuvo ninguna medalla en estos Juegos.

## Deportistas clasificados
A continuación, se ofrece una lista de los 8 deportistas clasificados para Tokio 2020, y sus respectivas disciplinas:

### Atletismo
- Yeikell Romero

### Halterofilia
- Sema Ludrick

### Natación
- María Victoria Schutzmeier

- Miguel Ángel Mena

### Remo
- Evidelia González Jarquín

- Félix Potoy

### Tiro
- Edwin Barberena

### Yudo
- Izayana Marenco